# Javaslat az Egyesült Államok részéről Grönland megvásárlására

Az USA (narancssárga) és Grönland (zöld) A Föld térképén

A 19. század óta az Amerikai Egyesült Államok többször is fontolóra vette és meg is próbálta megvásárolni Dániától Grönland szigetét, ahogyan 1917-ben a dán Nyugat-Indiával is tette. Az Egyesült Államok kormányán belüli belső viták Grönland megszerzéséről nevezetesen 1867-ben, 1910-ben, 1946-ban és 2019-ben zajlottak, és a megszerzést szorgalmazta többek között William Henry Seward és James F. Byrnes korábbi amerikai külügyminiszterek, magánemberként Nelson Rockefeller volt alelnök, nyilvánosan pedig Donald Trump elnök. A második világháború után az Egyesült Államok titokban felajánlotta Grönland megvásárlását; a sziget megvásárlásáról szóló nyilvános viták Trump 2024-es újraválasztása után kerültek elő.
Bár Grönland autonóm terület a Dán Királyságon belül, a grönlandi és a dán hatóságok nyilvánosan megerősítették Grönland önrendelkezési jogát, és kijelentették, hogy Grönland „nem eladó”. Sok grönlandi támogatja a függetlenséget, és sok dán a Grönlandhoz fűződő történelmi kapcsolatokat a dán nemzeti identitás szerves részének tekinti.
Az Egyesült Államok régóta úgy tekint Grönlandra, mint amely létfontosságú a nemzetbiztonság szempontjából. A 20. század elején Grönlandot a nyugati féltekén található számos európai birtok közé sorolta, amelyeket az USA elleni fenyegető támadás esetén megelőző jelleggel elfoglal és megerősít. A II. világháború alatt az USA a Monroe-doktrínára hivatkozva megszállta Grönlandot, hogy megakadályozza, hogy Németország Dániát megszállva tartsa. Az amerikai hadsereg a háború után Grönlandon maradt, és 1948-ra Dánia felhagyott az USA távozásra való rábeszélésére tett kísérleteivel. A következő évben mindkét ország tagja lett a NATO katonai szövetségnek. Egy 1951-es szerződés jelentős szerepet biztosított az Egyesült Államoknak Grönland védelmében. Ma egy katonai bázisa van ott: a Pituffik űrbázis.

## Története

### 21. század
Az Egyesült Államok, Oroszország és Kína a 21. század elején fokozott figyelmet fordított Grönlandra és az északi-sarkvidéki geopolitikára. 2010-ben Hillary Clinton amerikai külügyminiszter és orosz kollégája, Szergej Lavrov részt vett az Északi-sarkvidéki Ötök találkozóján. 2019-ben Rasmus Nielsen, a Grönlandi Egyetem munkatársa elmondta: „Az elmúlt néhány évben nagyobb hangsúlyt és nagyobb részvételt láthatunk, amit az Egyesült Államok szeretne [Grönlandon]. Érezhető, hogy az USA valóban ráébredt az északi-sarkvidéki valóságra - részben Oroszország, részben Kína miatt.".

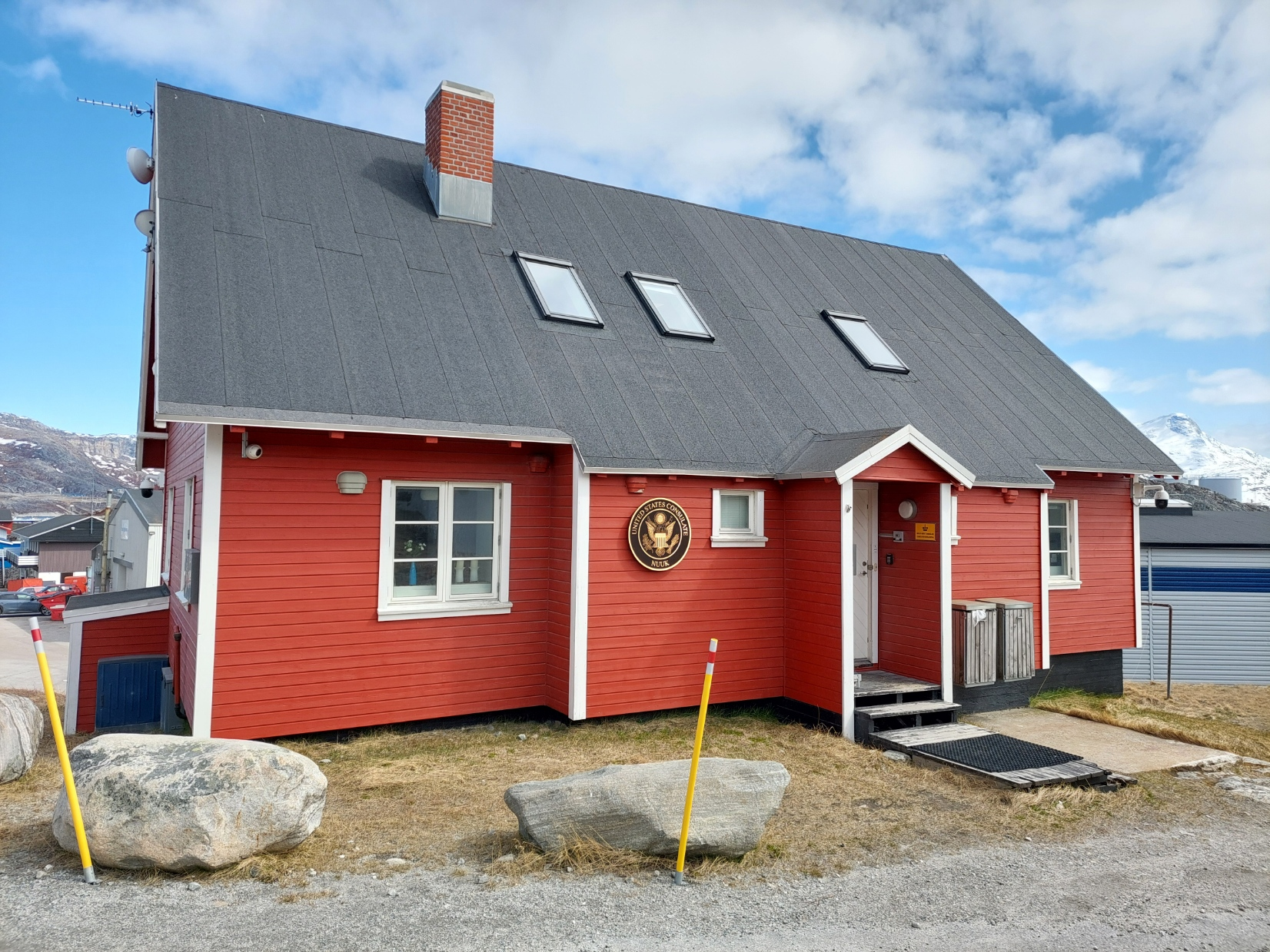
2020-ban az Egyesült Államok több mint 60 év után először nyitott konzulátust Grönlandon (a képen)

James P. Cain dániai amerikai nagykövet 2007-ben azt írta, hogy Grönland függetlensége elkerülhetetlen. Országának lehetősége van arra, hogy befolyásolja az új nemzet felépítését, ezért fel kell készülnie arra, hogy közvetlenül kommunikáljon Grönlanddal, amikor a sziget autonómiát nyer. A folyamatban lévő amerikai oktatási, kulturális és tudományos programok erősítették a kapcsolatokat a leendő országgal, és távol tartották Kínát - írta Cain.
A sziget továbbra is fontos az amerikai és a NATO biztonsága szempontjából; Walter Berbrick, a Naval War College munkatársa 2019-ben azt mondta: „Akié Grönland, azé az Északi-sarkvidék. Ez a legfontosabb stratégiai hely az Északi-sarkvidéken és talán a világon." Az Egyesült Államok hangsúlyozza Grönland észak-amerikai földrajzi fekvését, és amerikai diplomáciai és katonai tisztviselők, valamint az Egyesült Államok Geológiai Kutatóközpontja (USGS) gyakran látogatnak el a szigetre. 2018-ban az amerikaiak újra létrehozták az Egyesült Államok második flottáját, amely az Észak-Atlanti-óceánért felelős; Berbrick javasolta, hogy a flotta Grönlandon állomásozzon, John Rood politikai védelmi államtitkár pedig megállapodást írt alá a kettős felhasználású infrastruktúrába való beruházásról. Henrik Breitenbauch, a Koppenhágai Egyetem munkatársa szerint a megállapodás, amelyet Grönland üdvözölt, része annak, hogy az Egyesült Államok egyre nagyobb hangsúlyt fektet Észak-Amerika védelmére. A szigeten építheti meg az Egyesült Államok az új stratégiai sarkvidéki kikötőt, amelyet a 2020-as pénzügyi évre vonatkozó nemzetvédelmi felhatalmazási törvény ír elő.
Grönland 2019-ben légi felmérést kért az Egyesült Államoktól. A Trump-kormányzat vásárlási javaslata előtt tervezett, de a Trump-kormányzat vásárlási javaslata után történt, az Egyesült Államok haditengerészete hiperspektrális képalkotást használt Garðar felett, és az USGS értelmezte az adatokat, hogy ásványkincseket keressen. 2020 áprilisában Grönland elfogadta a 12,1 millió amerikai dolláros amerikai támogatást. Dánia 2019 decemberében jóváhagyta a Trump-kormányzat kérését egy grönlandi konzulátus létesítésére. A második világháború alatt megnyitott és 1953-ban bezárt konzulátus 2020 júniusában nyílt meg újra, egy nappal azután, hogy a kormányzat bejelentette, hogy új jégtörőflottát fog építeni. Nick Solheim, a Wallace Institute for Arctic Security munkatársa szerint a két aktus „a legmonumentálisabb dolog, amit az elmúlt 40 évben az északi-sarkvidéki politika terén tettünk”.

### Donald Trump javaslatai
2019 óta, az első ciklusa alatt és egyre inkább a második ciklusára való megválasztása óta Donald Trump többször is hangoztatta azt az igényt, hogy az Egyesült Államoknak Grönlandot is ellenőrzése alá kell vonnia. Állítólag úgy tekint a megszerzésére, mint ami egyrészt létfontosságú az amerikai nemzetbiztonság szempontjából, másrészt pedig úgy, mint amivel megerősítheti történelmi örökségét elnökként, hasonlóan ahhoz, ahogyan elődje, William McKinley szerzett új területeket az Egyesült Államok számára.